# 笛卡尔路
笛卡尔路（Rue Descartes）是巴黎第五区的一条街道。

## 位置
笛卡尔路始于圣女日南斐法山路（Rue de la Montagne-Sainte-Geneviève），止于拉丁区的穆浮达路（rue Mouffetard）。长260米，宽8米。

## 名称
该路以哲学家、科学家勒内·笛卡尔 (1596-1650)命名。